# Яськів Василь Григорович
Яськів Василь Григорович (псевдо: Іскра; 15 травня 1923, Блюдники, Станиславівський повіт (Галицький район, Івано-Франківська область) — 10.1950, Боднарів, Калуський район, Івано-Франківська область) — лицар Бронзового хреста заслуги УПА.

## Життєпис
Член ОУН. Субреферент СБ Галицького районного проводу (?-10.1950). Загинув у бою з опергрупою відділу 2-Н УМДБ. Відзначений Бронзовим хрестом заслуги (12.06.1948).